# Río Shushufindi
Der Río Shushufindi ist ein etwa 80 km langer rechter Nebenfluss des Río Aguarico in der Provinz Sucumbíos in Ecuador. 

## Flusslauf
Der Río Shushufindi entspringt nördlich der Ortschaft Siete de Julio, 12 km westlich der gleichnamigen Stadt Shushufindi. Er fließt stark mäandrierend in östlicher Richtung durch das Amazonasbecken. Dabei verläuft er bei Flusskilometer 57 entlang dem nördlichen Stadtrand von Shushufindi. 43 km oberhalb der Mündung trifft der Río La Sur, der bedeutendste Nebenfluss, rechtsseitig auf den Río Shushufindi. Dieser mündet schließlich südlich von San Pablo de Kantesiaya in den Río Aguarico.